# Lysekils HK
Lysekils HK, Lysekils Handbollklubb, är en handbollsklubb i Lysekil bildad 1941. Klubben inledde sin storhetstid 1986, då herrlaget ryckte upp till Division 1, och den nådde sitt bästa resultat 1996, då herrlaget spelade i Elitserien med ett lag där 15 av 16 spelare var egna produkter. 
Efter halva säsongen låg emellertid laget sist i tabellen och föll då ur serien enligt det dåtida seriesystemet..
Sedan dess har laget spelat i lägre divisioner, senast 2016–2017 i division 3. På senare år har klubben haft problem med rekryteringen på seniornivå, och i september 2017 beslöt klubben att tills vidare lägga ner seniorlaget för herrar. Ett  damlag har tidigare mött samma öde.
Klubben har däremot en stor verksamhet på ungdomsnivå. I maj 2017, dvs före nedläggningen av seniorlaget, hade klubben nära 350 medlemmar av vilka 240 var aktiva. 